# Destacamento de Inteligencia 101

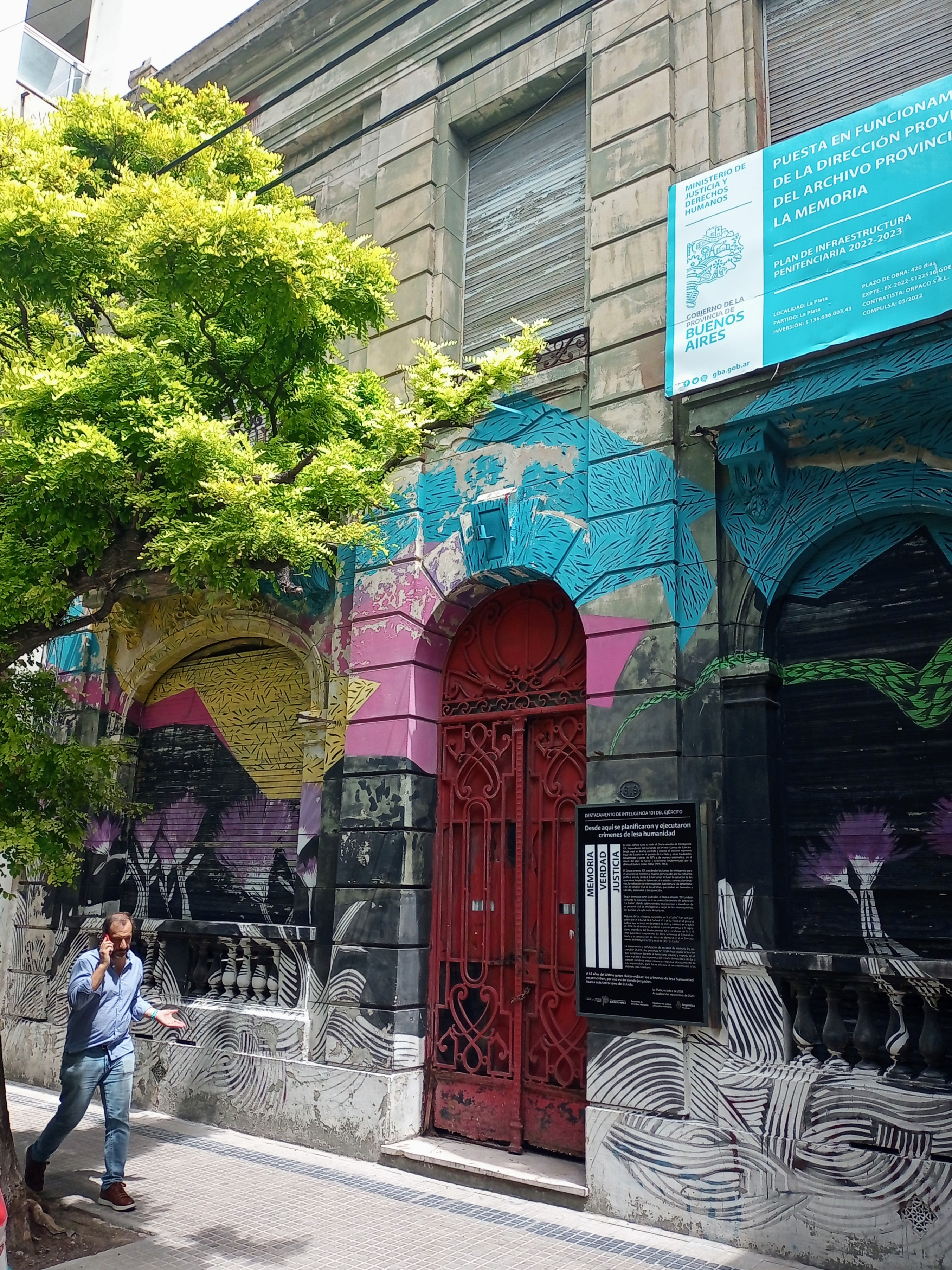
Ingreso principal del Destacamento de Inteligencia 101, hoy sede del Archivo Provincial de la Memoria.

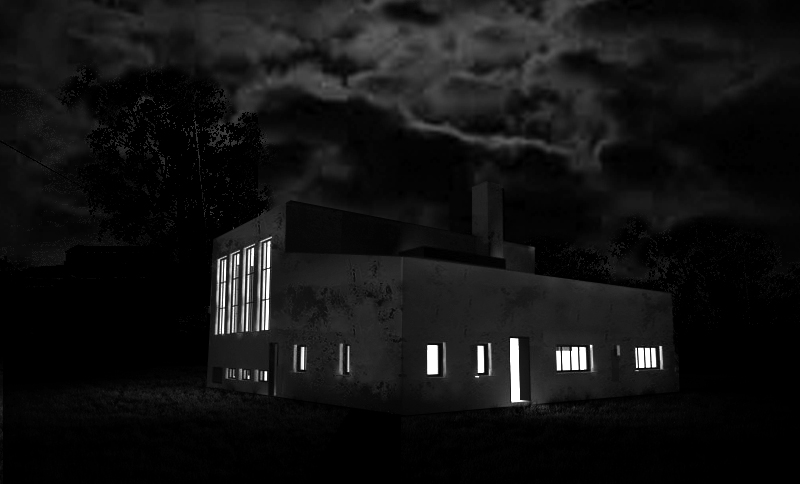
Modelado del centro clandestino de detención: «La Cacha», operado por el Destacamento de Inteligencia 101.

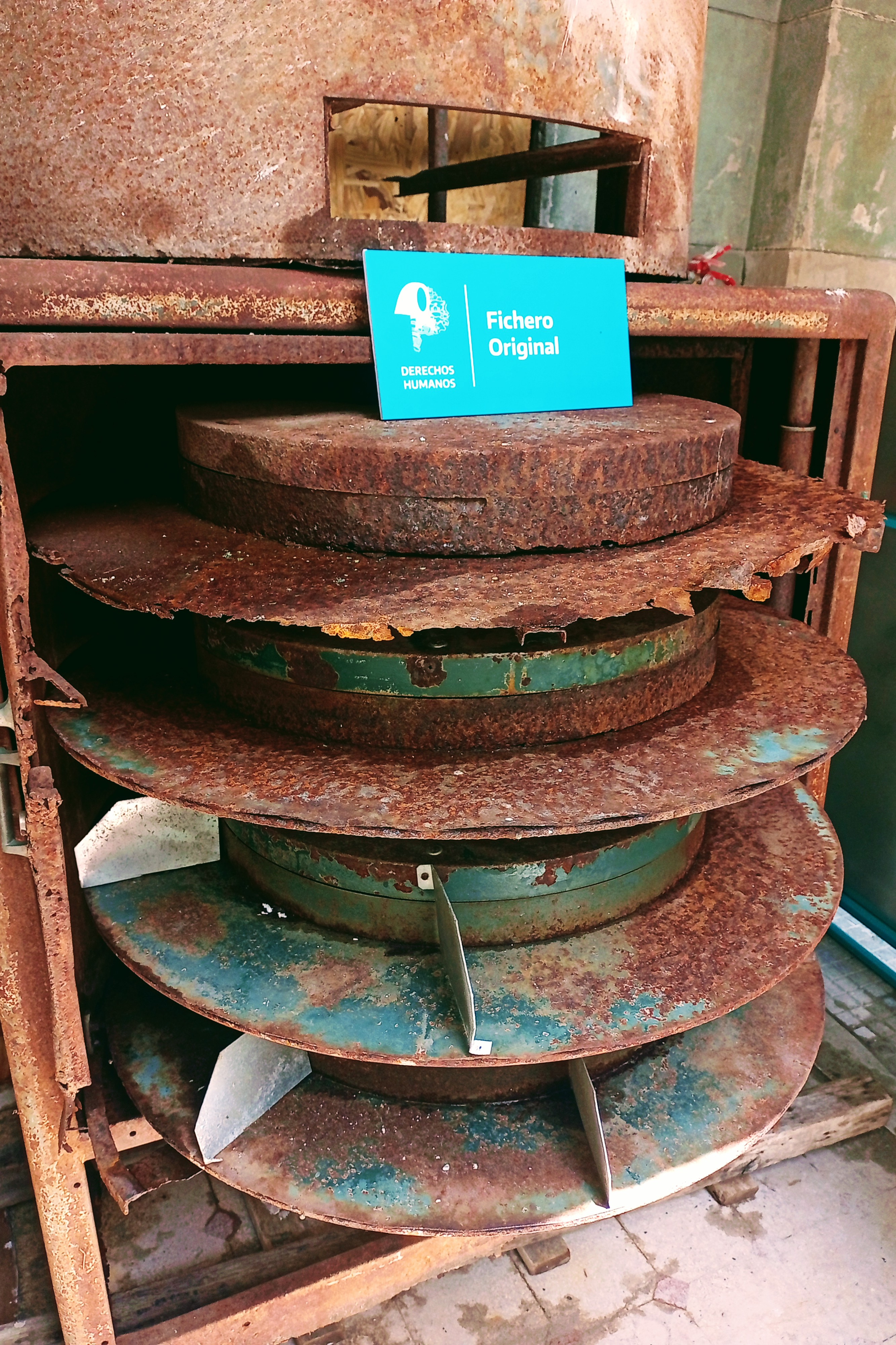
Fichero utilizado por personal del Destacamento para el secuestro, la desaparición y el asesinato de disidentes políticos durante la última dictadura cívico-militar.

El Destacamento de Inteligencia 101 (Dest Icia 101) fue una unidad de inteligencia del Ejército Argentino, dependiente del Comando del I Cuerpo de Ejército, que funcionó en La Plata, capital de la provincia de Buenos Aires. Fue la base de operaciones militares desde la cual, a partir de 1975, se planificaron y ejecutaron secuestros, desapariciones, asesinatos y otras acciones represivas ilegales del Estado, en el partido de La Plata y otras localidades bonaerenses. Desde 1976, estas acciones fueron sistematizadas en el marco del plan represivo de la última dictadura cívico militar de Argentina.

## Historia
Durante el terrorismo de Estado en Argentina, el reglamento del Ejército Argentino establecía que las grandes unidades de combate, como las brigadas, podían recibir apoyo de inteligencia mediante destacamentos, compuestos por interrogadores e intérpretes. El Destacamento de Inteligencia 101 era una unidad dependiente del Comando del I Cuerpo de Ejército con base en la ciudad de Buenos Aires. El Destacamento alcanzó a tener cuatro secciones dependientes, en Mar del Plata, Junín, San Nicolás de los Arroyos y Zárate.
El registro más antiguo sobre su existencia es de 1975. En ese año, el 183 participó del Operativo Independencia enviando personal especializado al III Cuerpo de Ejército y la V Brigada de Infantería, que actuaban en aquella operación desarrollada en la provincia de Tucumán. En octubre de ese año, el general de brigada Roberto Eduardo Viola ejecutó la directiva 404/75, que ordenaba los roles a cumplir por las diferentes unidades militares en la autodenominada «lucha contra la subversión». Para la inteligencia, dictó, entre otras cosas,  [sic] «un fluido y permanente intercambio informativo entre las unidades de inteligencia y el Batallón de Inteligencia 601 […]».

## Ubicación
El Destacamento de Inteligencia 101 estaba emplazado en calle 55, entre 7 y 8, de la ciudad de La Plata, en cercanías de dos unidades penitenciarias. Desde este espacio, se coordinaron las acciones represivas ejecutadas en un amplio sector del conurbano bonaerense: y aún en regiones más alejadas, como San Nicolás de los Arroyos, Mar del Plata, Navarro, Lobos y Cañuelas, entre otras. Dentro del territorio controlado por el Destacamento de Inteligencia 101, operaron dieciocho centros clandestinos de detención, entre ellos el Pozo de Banfield, el Pozo de Quilmes, El Vesubio y La Cacha.
Para 2012, la Secretaría de Derechos Humanos y Pluralismo Cultural perteneciente al Ministerio de Justicia de la Nación había señalizado como sitio de memoria el edificio donde funcionó este Destacamento.

## Condenas
En octubre de 2014, el Tribunal Oral Federal N.º 1 de La Plata condenó a quince acusados por delitos de lesa humanidad cometidos en «La Cacha»; entre ellos, además de Miguel Etchecolatz, a Jaime Lamont Smart, Héctor Raúl Acuña, Gustavo Adolfo Cacivio, Roberto Armando Balmaceda, Ricardo Armando Fernández, Isaac Crespín Miranda, Emilio Alberto Herrero Anzorena, Pedro Anselmo Palavezzati, Carlos María Romero Pavón, Carlos del Señor Hidalgo Garzón, Horacio Elizardo Luján, Miguel Ángel Amigo, Jorge Héctor Di Pasquale y Julio César Garachico, a la pena de prisión perpetua por delitos de lesa humanidad cometidos en el Centro Clandestino de Detención (CCD): La Cacha. Nueve de ellos fueron militares que se desempeñaron en el Destacamento de Inteligencia 101 del Ejército. 

De esta manera, por primera vez se estableció la responsabilidad de los oficiales de inteligencia, no sólo en la identificación de personas sino también en su secuestro e interrogatorio. Fue un fallo considerado significativo ya que decretó el inicio al proceso de baja por exoneración de los condenados, a su vez la suspensión de toda jubilación, pensión o retiro (en el caso del personal militar). Además de indicarle al Poder Ejecutivo Nacional y Provincial que adopte medidas necesarias para desafectar los inmuebles donde funcionaron el Destacamento 101 y La Cacha, que aún permanecían en manos del Servicio Penitenciario, para ser destinados a sitios de memoria.

## Sitio de memoria

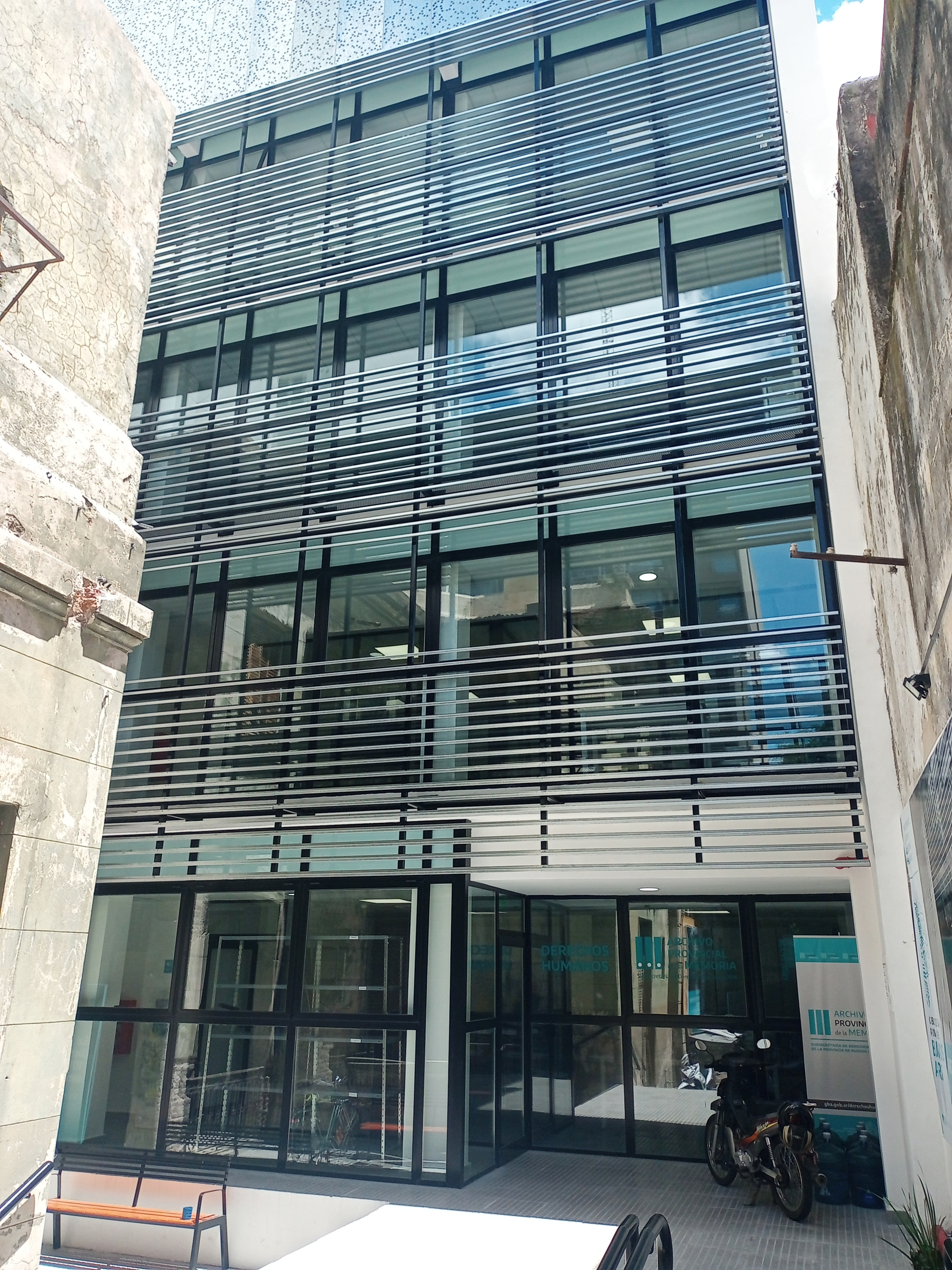
Sede del Archivo Provincial de la Memoria, inaugurada en 2023 detrás del edificio del Dest Icia 101.

El inmueble donde funcionaba el Destacamento de Inteligencia 101 fue recuperado patrimonialmente como sitio de memoria en 2021, cuando la Agencia de Administración de Bienes del Estado desafectó el edificio de la órbita gubernamental del Ministerio de Defensa de la Nación Argentina para ser cedido al Ministerio de Justicia y Derechos Humanos de la Provincia de Buenos Aires y asentar, en ese predio, la nueva sede del Archivo Provincial de la Memoria.
Inaugurado el 7 de diciembre de 2023, el archivo cuenta con más de 630 metros cuadrados cubiertos, distribuidos en cinco plantas, con áreas específicas para el ingreso, la conservación y la guarda documental. El histórico inmueble donde funcionaba el Destacamento será restaurado para convertirse en museo de acceso público.